# Peribaea argentifrons
Peribaea argentifrons är en tvåvingeart som först beskrevs av Malloch 1930.  Peribaea argentifrons ingår i släktet Peribaea och familjen parasitflugor. Inga underarter finns listade i Catalogue of Life.